# Бер, Илья Леонидович
Илья́ Леони́дович Бер (род. 2 февраля 1982, Москва) — российский журналист-фактчекер, телеведущий, телередактор, публицист, бывший игрок телевизионной версии и действующий игрок спортивной версии «Что? Где? Когда?». С 2008 по 2019 год — главный редактор игры «Кто хочет стать миллионером?». С 2017 по 2022 год — депутат Совета депутатов района Преображенское города Москвы от партии «Яблоко». Основатель, издатель и до 2025 года главный редактор фактчекингового проекта «Проверено.Медиа».

## Биография

### Семья. Ранние годы
Родился 2 февраля 1982 года в Москве. Отец — Леонид Борисович Бер, главный научный сотрудник ОАО Всероссийский институт лёгких сплавов, специалист в области термомеханической обработки алюминиевых сплавов, доктор технических наук (2000). Мать — Мария Наумовна Бер — пианистка, концертмейстер, профессор кафедры сольного пения в Российской академии музыки имени Гнесиных, в 1970 году окончила Государственный музыкально-педагогический институт имени Гнесиных (диплом с отличием). Сестра — Ольга Леонидовна Бер (род. 1971), концертмейстер Московской государственной консерватории.
В 1998 году окончил гимназию № 1505 в Москве. В 2003 году окончил историко-филологический факультет РГГУ по специальности «Русская история XVIII века», затем поступил в очную аспирантуру, но не окончил её.

### Работа на телевидении
Проучившись год, решил заняться телевизионным творчеством. В 2004 году поступил в штат «Студии 2В», выпускающей для канала НТВ «Свою игру», в которой до этого дважды принимал участие как игрок. Впоследствии вновь участвовал в этой программе. Всего в телевикторине с 2001 по 2018 год провёл 7 игр, одержав победу в 2. В «Студии 2В» до 2009 года работал редактором «Своей игры», главным редактором телеигры «Игры разума» на НТВ и старшим редактором передачи «Фабрика мысли. Идея для России» на телеканале «ТВ Центр».
В 2007—2008 годах вёл передачу «Власть факта» на телеканале «Культура».
В 2008—2019 годах Илья Бер был главным редактором игры «Кто хочет стать миллионером?». 12 февраля 2019 года Илья Бер заявил, что магистр «Что? Где? Когда?» Александр Друзь попытался подкупить его: в обмен на часть призовых денег, он хотел заранее получить все вопросы и ответы на них. В качестве доказательства Бер опубликовал запись беседы с Друзём. Бер сообщил Друзю вопросы, но лишь четыре из них использовал в реальной игре. В результате «Первый канал» отстранил Бера (как и Друзя) от участия в обеих телепередачах. Как пояснил это решение гендиректор телекомпании «Красный квадрат», которая производит телешоу «Кто хочет стать миллионером?», Илья Кривицкий, Бер не имел права обсуждать вопросы даже с целью проведения «следственного эксперимента». По данным системы «Медиалогия», в феврале 2019 года Илья Бер стал самым цитируемым российским журналистом, причём ранее он в топ-15 не фигурировал. 
Был также редактором на телеигре «Погоня» (2012—2013) телеканала «Россия-1» и автором загадок старца Фура в экстремальной игре «Форт Боярд» (2013) на «Первом канале».
17 ноября 2023 года внесён Минюстом России в реестр иностранных агентов.

### Что? Где? Когда?
В 2004 году единственный раз сыграл в московском элитарном телеклубе «Что? Где? Когда?» вместе с Федором Двинятиным, Максимом Поташевым и Дмитрием Коноваленко. Игра была проиграна со счетом 4:6.
В 2005 году команда под его руководством стала чемпионом России и обладателем Кубка Европы по «Что? Где? Когда?» среди молодёжных команд. Играл за «Гроссбух», ныне играет за команду «Ксеп», с 2011 года — капитан команды. В составе команды «Ксеп» — чемпион мира (2014), серебряный (2013) и бронзовый призёр (2006, 2007, 2016) чемпионата мира, а также двукратный чемпион России (2013, 2014), серебряный (2006, 2015) и бронзовый (2008, 2012) призёр чемпионата России.
В 2010 и 2018 годах играл за команду Москвы в телепередаче «Брэйн-ринг». Участвовал в украинской версии телепередачи «Что? Где? Когда?».

### Работа в СМИ
С апреля 2009 по октябрь 2010 года работал координатором программ в Русской службе Би-би-си.
В октябре 2010 года вместе с Леонидом Эдлиным и Ильёй Новиковым создал игровое контент-агентство Quizdom, занимающееся содержанием для интеллектуальных игр и конкурсов.
С февраля по август 2012 года — обозреватель «РИА Новости».
В октябре 2020 года открыл проект «Проверено.Медиа», специализирующийся на фактчекинге — разоблачении различных заблуждений и ошибочных утверждений, и стал в нём издателем и главным редактором. Покинул пост главного редактора проекта в 2025 году, сохранив за собой должность издателя. Занимаясь разработкой данного проекта, с 18 января по 29 мая 2020 года был ведущим еженедельной рубрики «Проверено» на телеканале RTVI, был редактором и консультантом передач данного телеканала. С 9 сентября 2021 по 18 февраля 2022 года вёл рубрику в рамках передачи «Утро на Дожде».

## Политическая карьера
В июне 2017 года Илья Бер сообщил о своём намерении избраться муниципальным депутатом района Преображенское города Москвы, где он проживал с семьёй на тот момент.
В марте 2015 года я встретил свою будущую супругу. Год назад у нас появилась дочка. Стало окончательно понятно, что сценарий с отъездом в моей жизни пока не реализуется. А раз я окончательно оседаю там, где родился и прожил 35 лет, нужно пытаться влиять на происходящее. Ещё мой дед поселился на Преображенке, и я чувствую свою ответственность за происходящее в районе.
Илья Бер принял решение выдвигаться от партии «Яблоко», так как, по его словам, «Сейчас, кроме „Яблока“, человеку с демократическими взглядами, выбирать особенно не из чего, партий, с которыми было бы не стыдно связываться, практически нет». Его кандидатура была выдвинута московской региональной конференцией.
Вёл избирательную кампанию при поддержке проекта «Объединённые демократы» Дмитрия Гудкова и Максима Каца, избирался по второму пятимандатному округу района Преображенское в команде с другим кандидатом от «Яблока», Юрием Волновым.
По результатам выборов получил 1355 голосов, занял 2-е место в пятимандатном избирательном округе, что обеспечило ему мандат депутата Совета депутатов района Преображенское.

## Преподавательская деятельность
С 2017 по 2022 год — преподаватель в Институте общественных наук РАНХиГС, автор курса «Поиск и верификация информации в современной медиасреде».
С 2018 по 2021 год — эксперт-тренер в рамках проекта «The Earth Is Flat — Kак читать медиа?», организованного сайтом Colta.ru.

## Увлечения
В 2014 году перевёл и издал на русском языке книгу Кена Дженнингса «Brainiac. Удивительные приключения в мире интеллектуальных игр».
Увлекается театром, музыкой, литературой, археологией. Со школы почти каждое лето принимает участие в археологических экспедициях. Участвовал в раскопках греко-скифских городищ побережья Западного Крыма — Беляуса и Кульчука.